# 卡斯帕尔·豪泽尔
卡斯帕·豪泽尔（1812年4月30日—1833年12月17日）。德国著名的人物、野孩子。
出身不詳的豪泽尔，在1828年5月26日突然出现在德國纽伦堡，樣貌看来約16岁，智力低下而且寡言。他后来解释说，他所能记起来的就是一直被关在一个黑屋子里，以水和面包度日，这件事引起了当时国际社会的轰动。因為当时流傳其真正身份，是德国巴登大公国的世子，有人把他另一个生命垂危的婴儿调换過來並将他藏匿起来，目的是要巴登大公室的旁系继承君位，但此推测与后来有关公子亡故的官方消息，以及目击证人的私人记载互有冲突，雖有不少分析理論，但至今未能有明确地解释。
1829年10月17日，有人发现豪泽尔身上有道不造成危险的割伤，另外1833年12月14日他亦带着致命的捅伤回家。因这兩起案例下，他声称有刺客要杀他，他的支持者也認為這是一起政治犯罪案件。但后来輿論则认为這是自我伤害的結果，原因可能是出于公众对他的兴趣日减而产生的失望。

## 生平
1828年5月26日，鞋匠威克曼（Weickmann）在纽伦堡的翁施里特广场（Unschlittplatz）碰到一位約16岁的少年，这个少年先是叫着「呵卜」（He Bue），等离近了说道：「新门街」（Neue Torstraße）。 之后威克曼回忆道，他们只有简短的对话，这个少年提到他来自雷根斯堡，並帶著一封致纽伦堡第六轻骑团第四营长官的信件（當時營長為弗里德里希·冯·威瑟尼希（Friedrich von Wessenig））。路人告诉他去冯·威瑟尼希住所的方向后，他則说到：「我希望像爸爸一样，当个骑手。」（Ein solcher Reiter möchte ich werden, wie mein Vater gewesen ist.）之後，冯·威瑟尼希让他在寓所呆了一会儿，最後决定送他去警署。他在警署写下的名字為卡斯帕·豪泽尔，他认识金子，会祈祷，並且有一点有限的阅读能力。因为他的词汇量非常小，所以仅能回答几个问题。

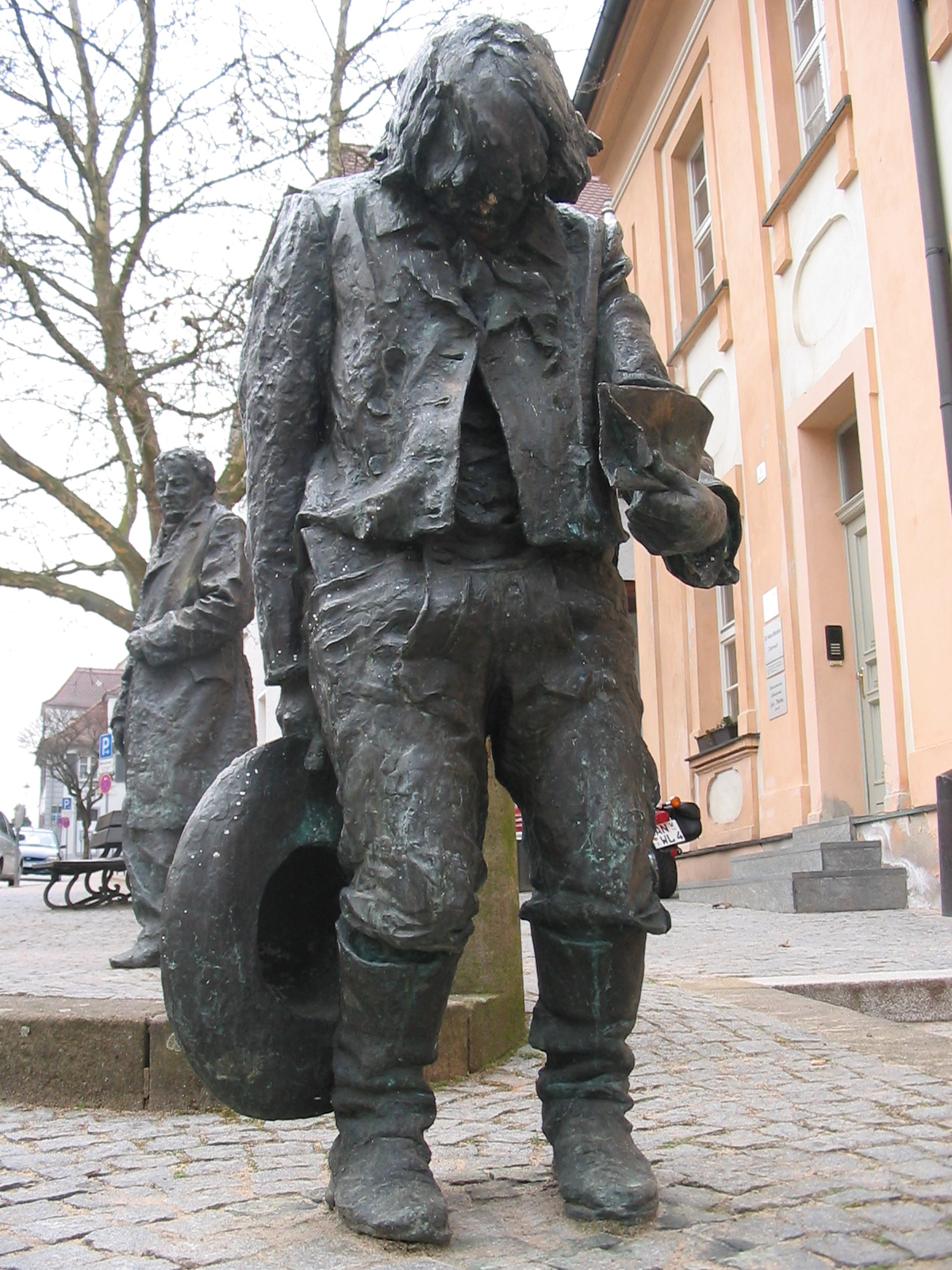
卡斯帕尔·豪泽尔銅像，作为弃儿的豪泽尔（前）与绅士豪泽尔（后）

另外，當時要給冯·威瑟尼希的信件标题为：“来自巴伐利亚边界，地名不详，1828”（Von der Bäierischen Gränz daß Orte ist unbenant 1828）。 匿名作者描述自己是一為贫穷的临时工，也提到这个小孩是1812年10月由别人寄放在他那里的。他把这个婴儿养大，并教他读书和写字。自1812年起这个小孩从未离开过家门。现在这个少年想成为骑手。信的附件，声称是源于其母亲的，将婴儿命名为卡斯帕，并注明出生日期为1812年4月30日。小孩的爸爸已经死了，他曾是第六轻骑团的骑兵。从笔迹来看，有人认为两封信出自一人之手， 那附件明显的有伪装的笔迹。
卡斯帕尔·豪泽尔来到位于纽伦堡城堡的监狱，由看守安德烈·希尔特尔（Andreas Hiltel）照料他。起初他只吃面包和喝水。而他的精神状态激起了法学家、神学家和教育工作者的极大兴趣，他收到了無數的考察和语言课程。但是即使身处弗兰肯地区，豪泽尔还是保持了旧巴伐利亚口音。很快他成了公众人物，來探望豪泽尔的人络绎不绝。当时身为游客的法学家安塞姆·冯·费尔巴哈（Anselm von Feuerbach）有声有色地描述道：“任何想去見他的人都能見到他。事實上，從早到晚，卡斯帕爾的受歡迎程度也不亞於範·阿肯先生著名動物園中的袋鼠和馴養的鬣狗。”根據描述，豪泽尔感官过分敏感，肌肉发育滞后。 
在市法医卡尔·普洛伊博士（Dr. Karl Preu）1828年6月3日的专家意见中，推测豪泽尔就像一个半野人一样在林中被养大。 经与豪泽尔多次谈话后，市长雅克布·宾德（Jakob Binder）作了一次公告，公告中说，以前有关豪泽尔来历的另外一种说法就此放弃。豪泽尔本人也作了补充说明。按照这个令人将信将疑的逸闻，豪泽尔只记得自己被独自半坐半卧地关在一个没有亮光的屋子里。 睡眠期间有人送给他面包和水，给他清洗，穿上干净衣服，为他剪指甲和头发 – 有人解释深睡状态是因为有人给他服了鸦片。他大小便在地面凹处的一个容器里，夜间容器会被清理干净。在他被释放前夕，来了一个陌生人。这个人教他写字，并陪同他到纽伦堡的附近，在行军路上豪泽尔才第一次学会了站立和走路。那句话，他想像父亲一样成为骑手，是他从那个陌生人那里不断的重复而学会的，但他不解其意。
1828年7月18日，豪泽尔被安顿在因病休假的高中教授及后来的宗教哲学家格奥尔格·道默尔（Georg Daumer）处，以对其进行护理教养，道默尔给豪泽尔讲授很多课程。其间豪泽尔显示了显著的手工才能和制图才华。
1829年10月17日中午时间在道默尔寓所的地下室里，有人找到了带着割伤和血印的豪泽尔。他报告说，有个戴面具的人袭击他，并用利器伤了他，并警告说: “你一定得死，从纽伦堡来之前就该死。”豪泽尔说，他识别出了面具人的声音——就是那个带他到纽伦堡附近的人。豪泽尔首先逃跑到一楼，因为他的房间在一楼，没有进一步往楼上跑，因为他知道其他人住在楼上，所以穿过吊门往地下室跑，血迹证明了这一点。尽管警署进行了侦察并悬赏捉拿凶犯，然而却不能给一个合适的解释。出于安全起见，事件后豪泽尔寄宿在市政府委员彼泊巴赫（Biberbach）的住处，有两个警察昼夜监视。那起所谓的刺杀引起了公众对豪泽尔的兴趣，为揣测豪泽尔为贵族出身的传闻又增添了新的养料。但是也有指摘豪泽尔的行为充满了欺骗性。
1830年4月3日，彼泊巴赫的官邸内发出枪响。豪泽尔的两个护卫找到他的时候，他已经失去知觉，头部鲜血淋漓地躺在地板上。豪泽尔后来报告说，他登上一张凳子，想够一本书。他摔倒的时候，想抓住挂在墙上的一把手枪，但不巧却叩响了扳机。头的右边伤势并不严重，因此伤势是不是因为枪击而致十分可疑。这件事促使当局对豪泽尔重新处理。因为豪泽尔此时在彼泊巴赫住所的表现很差，所以之后把他带到了监护人戈特利布·冯·图赫尔（Gottlieb von Tucher）的寓所。那里严加管理，尤其是限制前来参观人的数量。尽管如此长期在外旅行的英国人飞利浦·斯坦霍普（Philip Stanhope）还是有成就的，他开出许多花销与豪兹尔建立联系。这个与豪泽尔建立了良好感情的伯爵以其对豪泽尔的照料而出名，1831年12月后勋爵将豪泽尔送至约翰·迈尔（Johann Meyer）老师的住所。从此他按照法院院长安塞姆·冯·费尔巴哈的建议，从斯坦后泊接管对豪兹尔身心的照料，宪兵队中尉约瑟夫·希克尔（Josef Hickel）也被特邀关照此事。斯坦霍普支出大笔款项试图查明豪泽尔的身世。他资助了两次匈牙利之旅，因为匈牙利语看起来引起了他的回忆。斯坦霍普与豪泽尔的匈牙利之旅最终徒手而归，令斯坦霍普对他整个故事的真实性产生怀疑。1832年1月斯坦霍普离开并且再也没有在安斯巴赫出现过。他继续支付豪兹尔生活费，虽然曾许诺带豪泽尔到英格兰，但从来没有成行。豪兹尔死后斯坦霍普出版了有关豪兹尔的图书材料，他把所有材料综合到一起来攻击豪兹尔，因为他认为他的职责是: “坦白事实真相。”特别监护希克尔对伯爵的出版物作出证明: “他从来都是热爱真相，憎恶谎言的。” 
卡斯帕·豪兹尔穿梭于安斯巴赫上流社会。他气质超群并且是令人喜爱的舞者，但他从没和任何一位女士有过亲密交往。有趣的是豪兹尔对老师迈尔的行为。迈尔不仅谨小慎微而且还很严厉，豪泽尔却在临终前表示“非常感谢”。迈尔表示豪泽尔并不适合那些高要求的职业。1832年末冯·费尔巴哈将他以书记员和抄写员的身份安顿在法庭。神父弗尔曼（Fuhrmann）为他布道，并于1833年3月20日为他行坚振礼。不久后的1833年5月29日冯·费尔巴哈亡故，这对豪泽尔来讲是个痛苦的损失。
1833年12月14日豪泽尔受到致命捅伤。他说，一陌生人以宫廷花匠的名义邀请他观赏安斯巴赫宫的自流喷泉。但在应邀地点他却谁也没见道。于是他向约翰·乌茨（Johann Uz）纪念碑走，一个满脸胡须的人跟他讲了几句，并递给他一个袋子，当豪泽尔伸手接的时候，那人捅了他。这个淡紫色的袋子里面有张纸条，以镜像书写写成:
|  | 豪泽尔会准确地告诉你们我的相貌和来历。为节省豪泽尔的力气，我亲自告诉你们我的来历: 我来自巴伐利亚的边界，住在某某河边。我叫M.L.Ö. ("Hauser wird es euch ganz genau erzählen können, wie ich aussehe, und wo her ich bin. Den Hauser die Mühe zu ersparen will ich es euch selber sagen, woher ich komme _ _ Ich komme von von _ _ _ der Baierischen Gränze _ _ Am Fluße _ _ _ _ _ Ich will euch sogar noch den Namen sagen: M. L. Ö.") |
这致命一伤使卡斯帕·豪泽尔于1833年12月17日22点整一命呜呼。至于豪泽尔的伤情是否通过自伤还是外界伤害，对此法医鉴定也意见不一。国王路德维希一世悬重赏10,000盾追缉凶手，然而却一无所获。之后警署顾问默克尔（Merker）在进一步的调查中得出结论: “属自伤而非刺杀未遂。” 豪泽尔临终前对神父弗尔曼坦白: “我为什么要对人们感到愤怒、憎恨或冤屈，人们对我什么也没做。”（Warum sollte ich Zorn oder Hass oder Groll auf die Menschen haben, man hat mir ja nichts getan）。

## 纪念
卡斯帕·豪兹尔于1833年12月20日在民众的强烈同情下被安葬在安斯巴赫市的公墓。其碑文为拉丁文: 
|  | HIC JACET CASPARUS HAUSER AENIGMA SUI TEMPORIS IGNOTA NATIVITAS OCCULTA MORS MDCCCXXXIII (“ 这里安葬着卡斯帕·豪兹尔，身世不明，神秘莫测，死于1833年”)。 |
不久又竖了一座纪念碑， 同样是拉丁文: 
|  | HIC OCCULTUS OCCULTO OCCISUS EST XIV. DEC. MDCCCXXXIII (“这个神秘莫测者，1833年12月14日被一个神秘人刺杀身亡”) |
1981年在普拉滕大街一个小地方又树立了一块由弗里德里希·施勒（Friedrich Schelle）制成的纪念碑。2007年5月在豪泽尔住过和逝世的寓所前，竖起了一座由西班牙艺术家霍梅·普伦萨（Jaume Plensa）制作的雕像。这座豪泽尔的青铜雕像展示了，豪泽尔坐在一堆石头上，胳膊和腿环抱着一棵树。

## 相关作品

### 论文与报告
- 伊渥· 斯特瑞鼎戈: 神秘莫测的弃儿- 卡斯帕·豪兹尔
- 伊渥· 斯特瑞鼎戈: 有关卡斯帕·豪兹尔的新资料
- 福瑞兹·朝兹: 性格阐释中的问题:简·米斯特勒的卡斯帕·豪兹尔一书
- 劳尔·施湾兹麦亚: 大公爵理欧波德下的巴登宫廷和卡斯帕·豪兹尔风波
- 沃特尔·施莱伯木勒:150年卡斯帕·豪兹尔研究总结
- 沃特尔·福克斯: 卡斯帕·豪兹尔之疑
- 莱茵哈德·海德孺特尔: 赫尔曼及卡斯帕·豪兹尔事件
- 莱茵哈德·海德孺特尔: 国王路德维希一世赫尔曼及卡斯帕·豪兹尔事件

### 人类学
- 约翰尼斯·玛亚 和彼得·塔多斯基: 卡斯帕· 豪兹尔， 欧罗巴孩童: 叙述及图示， 1984斯图加特，ISBN 3-87838-385-1
- 约翰尼斯·玛亚: 勋爵斯坦后泊，卡斯帕· 豪兹尔的对立面，1988斯图加特，ISBN 3-87838-554-4

### 文学
- 亚可布· 瓦萨尔曼: 卡斯帕· 豪兹尔或心灵的悲剧，小说1908。 1997年慕尼黑再版， ISBN 3-423-10192-X
- 奥托·弗雷克: 卡斯帕· 豪兹尔， 1989 法兰克福菲舍尔出版社，ISBN 3-596-29557-2
- 彼得·汉得科: 卡斯帕， 1967 法兰克福素尔坎坡出版社，ISBN 3-518-10322-9

### 影视
- 卡斯帕· 豪兹尔 (卡斯帕· 豪兹尔的悲剧)，导演: 库尔特·马图， 德国1915
- 卡斯帕· 豪兹尔事件，电视剧3级，导演:罗伯特·斯提姆勒，德国1966
- 人人为我，上帝反逆 -卡斯帕· 豪兹尔，导演: 韋納·荷索，德国1974
- 卡斯帕· 豪兹尔 (电影)，导演: 彼得·子儿，德国，奥地利和瑞士1993

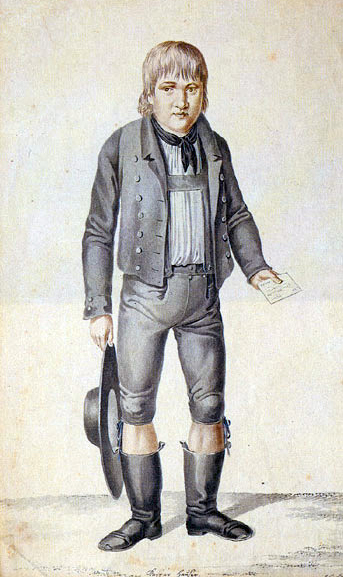
卡斯帕尔·豪泽尔畫像

1. ↑  Walther Schreibmüller: Bilanz einer 150jährigen Kaspar Hauser-Forschung. In: Genealogisches Jahrbuch 31. 1991, S. 44.